# لیچی ایسلند
لیچی ایسلند (نام علمی: Pometia pinnata) نام یک گونه از تیره ناترکیان است.
این گونه از بزرگترین چوب سخت‌ها و گونه‌های میوه دهنده مناطق گرمسیری می‌باشد و به‌طور طبیعی در نواحی جنوب غربی آسیا، مالزی، هند و سواحل اقیانوس آرام یافت می‌گردد و میوه خوراکی می‌باشد.